# M67 (танк)
M67 (англ. Flame Thrower Tank M67) — вогнеметний танк США 1950-х років, середній по масі. Був створений в 1952–1954 роках на базі танка M48, з ініціативи Корпусу морської піхоти. В ході серійного виробництва, що тривало з 1955 по, згідно з різними джерелами, 1956 або 1959 рік, для морської піхоти та армії США було випущено 109 танків M67.
Армією США M67 використовувалися лише в незначних масштабах і були порівняно швидко виведені з експлуатації на користь більш легких вогнеметних танків M132. В Корпусі морської піхоти M67 пройшли модернізацію на початку 1960-х років та активно застосовувалися в ході В'єтнамської війни, перш ніж бути остаточно знятими з озброєння в 1972–1974 роках, після виведення сил Корпусу з В'єтнаму.

## Історія створення та виробництва
Протягом Другої світової війни США використовувалися різні типи імпровізованих вогнеметних танків на шасі легкого танка M3 / M5 та середнього M4, і до кінця війни успішне застосування цих танків, особливо на Тихоокеанському театрі воєнних дій, спонукало Військове міністерство прийняти на озброєння стандартизований вогнеметний танк M42 на базі M4, з розміщенням вогнемета на місці гармати як основне озброєння. В жовтні 1945 року було розпочато роботу по створенню вогнеметного танка на базі нового танка M26, що призначався для заміни застарілого M4, однак з ряду причин, перш за все через різке післявоєнне скорочення фінансування, що виділялося на розробку озброєнь, особливо для потреб сухопутних військ [сн 4], розробка просувалася надто повільно [2] [3]. Ряд варіантів такого вогнеметного танка, котрий мав би називатися T35, розглядався в 1945–1948 роках, але після подальшого вивчення питання в липні — жовтні 1948 року, Комітетом озброєнь було вирішено відмовитися від спеціалізованих вогнеметних танків, як недоцільних, та припинити всі роботи над T35 на користь допоміжних вогнеметів, встановлюваних на лінійні танки [4].

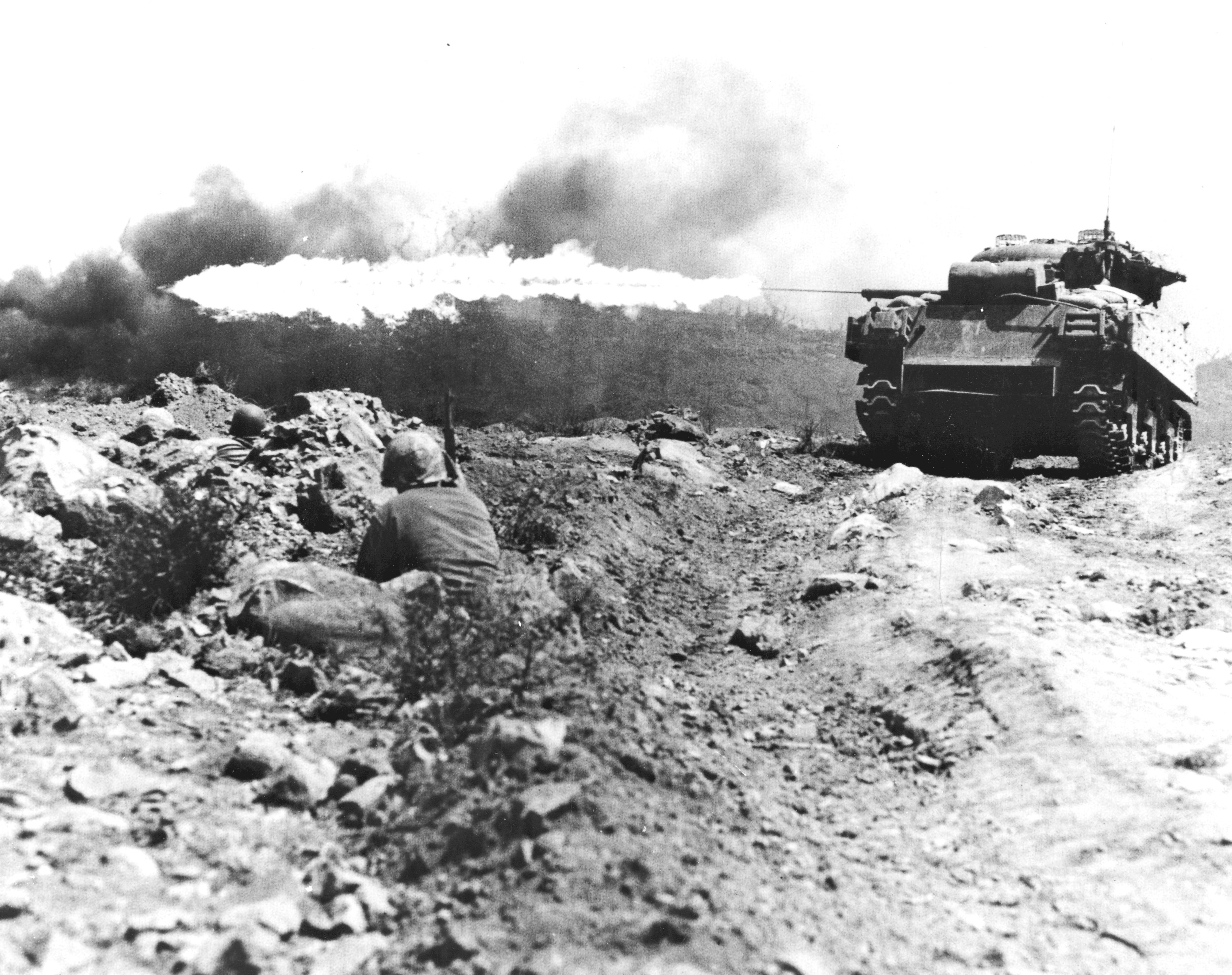
Вогнеметний танк на базі M4

Однак з цим рішенням був не згоден Корпус морської піхоти, що було обумовлено особливостями його погляду на тактику застосування бронетехніки. Танки морської піхоти виконували насамперед роль засобу підтримки піхоти, а в цій ролі танки з вогнеметом як основним озброєнням виключно добре показали себе в ході Другої світової війни. Досвід Корейської війни, в якій застосовувалися M42 та інші застарілі вогнеметні танки, послужив для Корпусу морської піхоти додатковим аргументом для вимагання розробки сучасного вогнеметного танка [5]. У 1949 році комендант корпусу повідомив армії, що вважає її плани розробки допоміжних вогнеметів незадовільними та відправив запит на розробку на базі перспективного середнього танка T42 вогнеметного танка з вогнеметом як основним озброєнням. Це залишилося єдиним випадком отримання Корпусом морської піхоти окремого зразка озброєння, виключно для своїх потреб, через систему матеріально-технічного забезпечення сухопутних військ. В результаті переговорів між армією та морською піхотою була досягнута неформальна угода, за якою вогнеметна башта для установки на шасі лінійного танка може бути розроблена за 2,5 роки, а вартість такого проекту буде складати 100 000 $. Оскільки у армії в той момент не існувала потреба в подібній машині, все фінансування повинна була забезпечити морська піхота, що було для неї проблематичним в рамках бюджету мирного часу. Кінець кінцем, після всіх затримок, до того часу, як Корпус морської піхоти нарешті був готовий профінансувати проект, за розробку вогнеметного танка вже взялася армія [6].
Розробка вогнеметного танка з вогнеметом як основним озброєнням була розпочата Хімічним корпусом на базі перспективного середнього танка T42, але до того часу, як була виготовлена дослідна вогнеметна башта, розробка T42 була припинена, і в 1951 році башта була встановлена на шасі нового серійного середнього танка M47, з присвоєнням машині позначення T66. Але оскільки сам M47, що вважався перехідним зразком, до часу побудови прототипу T66 був знятий з виробництва, після завершення випробувань останнього в 1952 році, роботи були продовжені вже на шасі нового танка M48 [5] [7]
[8].

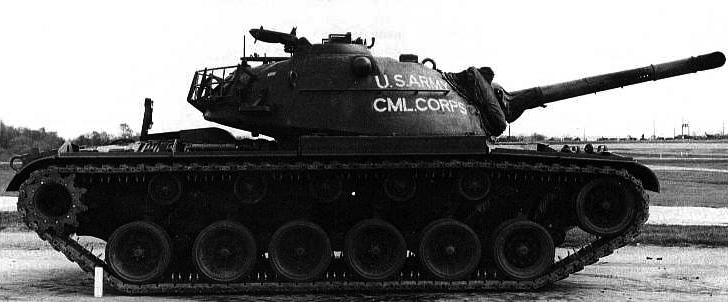
Прототип T67 на Абердинському полігоні, 5 листопада 1953 року

Проекту було присвоєне назвуFlame Thrower Tank T67, і до початку листопада 1953 року прототип вогнеметного танка був виготовлений на базі M48 раннього випуску та доставлений на Абердинський полігон для випробувань. Конструктивні відмінності T67 від базового танка фактично зводилися до установки вогнемета з його системою живлення та прицілами на місці гармати і пов'язаних з нею компонентів, а також новим, більш низькими, передніми освітлювачами, вимагавшими для забезпечення більшого, ніж у гармати, кута нахилу вогнемета. Також перед конструкторами було поставлене завдання зробити вогнеметний танк, який не мав відрізнятись від лінійного на відстані понад 50 метрів, що було досягнуто установкою ствола вогнемету, який імітував відсутню гармату, хоча і відзначався дещо меншою довжиною та більшою товщиною. 13 жовтня 1954 року Хімічним корпусом був прийнятий на озброєння призначений для T67 вогнемет M7-6 у вогнеметній башті T7. Після серії власних випробувань, Корпус морської піхоти замовив серію T67 з 56 танків, а також 17 вогнеметних башт, встановлених на переобладнаних лінійних M48A1. Крім цього до стандарту серійних T67 був доопрацьований прототип, довівший загальну кількість випущених танків базової модифікації до 74 одиниць. 1 червня 1955 року T67 був прийнятий на озброєння під позначенням «Вогнеметний танк M67» (англ. Flame Thrower Tank M67), одночасно з цим була прийнята на озброєння башта T7 під позначенням «Башта вогнеметного танка M1» (англ. Flame Thrower Tank Turret M1) [10].
Серійне виробництво M67 було розпочате у 1955 році, але з появою нової модифікації базового танка, почалися роботи з модернізації вогнеметного танка. Вогнемет M7-6 був перероблений відповідно до вимог армії США, отримавши при цьому назву M7A1-6. Окрім нового вогнемета та змін в базовому шасі, що включали насамперед установку вдосконаленого двигуна та збільшення ємності паливних баків, модернізований танк отримав також новий приціл та механізми наведення. На замовлення армії, заводом «Крайслер» в Делавері була випущена серія з 35 танків; за різними даними, в 1955–1956 [10] або в 1956–1959 [7] роках. 8 січня 1959 року модернізований танк був офіційно прийнятий на озброєння під назвою M67A1.
Розпочата Армією в 1959 році програма модернізації M48 з метою наближення його до стандарту нового танка M60 спонукала Корпус морської піхоти ініціювати аналогічну переробку власних вогнеметних танків. Наприкінці 1961 року морською піхотою було виділено кошти для переобладнання 35 шасі M67 до стандарту нового M48A3 і 1 лютого 1962 року модернізованому танку було присвоєно назву M67E1. Хоча замовлення на серійне виробництво танка було уже видане, один з 35 замовлених M67E1 був попередньо виготовлений Детройтським арсеналом як прототип для випробування нововведень. Крім аналогічних M48A3 удосконалень, основним з яких був дизельний двигун, в поєднанні зі знову збільшеною місткістю паливних баків підняв запас ходу танка майже вдвічі, на M67E1 були встановлені аналогічна M67A1 система управління вогнем, спарений кулемет M73 та ряд інших нових компонентів башти. 25 червня 1962 року M67E1 був прийнятий на озброєння під назвою M67A2 і, паралельно з програмою M48A3 в 1963–1964 роках, армійськими складами в Ред-Ривері та Енністоні до нового стандарту були переобладнані 73 з 74 випущених M67 Корпусу морської піхоти [11], в середньому по 5 машин на місяць [12].